# Antonio Iturmendi
Antonio Iturmendi Bañales (Baracaldo, 15 de diciembre de 1903-Madrid, 4 de marzo de 1976) fue un político español de ideología carlista que desempeñó importantes cargos en el régimen franquista. Llegó a ser gobernador civil de varias provincias, subsecretario del Ministerio de la Gobernación, ministro de Justicia y presidente de las Cortes Españolas.

## Biografía
Nacido en Baracaldo el 15 de diciembre de 1903, realizó estudios de derecho por la Universidad de Deusto. Con 23 años ingresó al Cuerpo de Abogados del Estado mediante oposición, siendo el número dos de su promoción. Miembro de la Comunión Tradicionalista, posteriormente pasaría a formar parte de FET y de las JONS, aunque siguió considerándose carlista.
Comenzó su carrera política durante el final de la Guerra Civil, ejerciendo de gobernador civil en las provincias de Tarragona y Zaragoza. Posteriormente, durante los primeros años de la dictadura franquista, ejerció los cargos de director general de Administración local y subsecretario de Gobernación. Este último nombramiento se produjo bajo la égida del ministro de la Gobernación Valentín Galarza y en el contexto de la denominada crisis de mayo de 1941. Conocido por su antifalangismo, su designación como subsecretario de la Gobernación provocó la indignación de los sectores falangistas del régimen.
Iturmendi estuvo presente durante el sucesos de Begoña, en agosto de 1942.
En agosto de 1943 fue uno de los firmantes —junto a otros como Manuel Fal Conde, el conde de Rodezno o José María Lamamié de Clairac— de un manifiesto dirigido a Franco, en el que decían que la monarquía que había que restaurar no era la liberal sino la tradicionalista.
El 18 de julio de 1951 fue nombrado ministro de Justicia, cargo que desempeñó hasta el 7 de julio de 1965. Ese mismo año pasó a presidir las Cortes Españolas —en sustitutición del también tradicionalista Esteban de Bilbao Eguía— y el Consejo del Reino. En ejercicio del cargo de presidente de las Cortes Españolas, en julio de 1969 tomó juramento al príncipe Juan Carlos como sucesor del jefe del Estado.
Falleció en Madrid el 4 de marzo de 1976.

## Título nobiliario
En 1977, un año después de su fallecimiento, el rey Juan Carlos I, creó el título nobiliario de conde de Iturmendi, para honrar su memoria, y se lo concedió a su esposa.

«Para honrar en la persona de su esposa la memoria del que fue presidente de las Cortes y del Consejo del Reino, don Antonio Iturmendi Bañales, leal servidor de la Nación y constante defensor de la Institución Monárquica»
Real Decreto 24/1977, de 5 de enero.